# Дзензи
Дзензи (устар. Дзендза) — река в Приютненском районе Республики Калмыкия, рукав реки Чикалда. Берёт начало западнее посёлка Октябрьский. Течёт на северо-запад. Впадает в озеро Маныч-Гудило. Длина реки составляет 12 км, площадь водосборного бассейна — 36 км².
Вода в реке солёная. На реке образовано водохранилище.

## Данные водного реестра
По данным государственного водного реестра России:
- Местоположение 20 км оз. Маныч-Гудило, отделяется от р. Чикалда
- Бассейновый округ Донской бассейновый округ (5)
- Речной бассейн Дон (российская часть бассейна) (1)
- Речной подбассейн Дон ниже впадения Северского Донца. (5)
- Водохозяйственный участок Маныч от истока до Пролетарского г/у без рр. Калаус и Егорлык (7)